# Gangland (videogioco)
(Trama del videogioco)
Gangland è un videogioco RTS a sfondo mafioso, prodotto da MediaMobster (ora Sirius Games) e distribuito da Whiptail Interactive nel 2004. Il gioco è un mix di strategia, gdr e simulazione.
Nell'ottobre 2007 è stato distribuito anche un sequel, dal nome Escape from Paradise City.